# Theo Custers
Theo Custers, né le 10 août 1950 à Genk, est un footballeur international belge, qui évoluait au poste de gardien de but.
Il a été gardien de but du Waterschei SV Thor Genk et de l'Antwerp, avant de partir à Helmond Sport puis à l'Espanyol Barcelone, en  1981. Il revient en Belgique en 1983, au FC Malines. En 1986, il arrête le football professionnel et rejoint le KSV Bornem, puis deux ans plus tard le RFC Farciennes, deux clubs évoluant dans les divisions inférieures. Il met un terme définitif à sa carrière en 1990.
Il est sélectionné à dix reprises en équipe de Belgique, mais il est devancé pour le poste par Jean-Marie Pfaff. 
Il entame ensuite à partir de 1990 une carrière d'entraîneur des gardiens dans différents clubs : Leest, Oude God Sport, Sterrebeek, Kampenhout, Zaventem et Wezemaal. En 2004, il s'occupe des gardiens du KSK Beveren. En 2006, il est entraîneur des gardiens des Diables rouges, puis du FCN Saint-Nicolas. À partir de 2007, il travaille pour le KSV Roulers.

## Palmarès
- International de 1979 à 1982 (10 sélections)
- Présélection à l'Euro 1980
- Participation à la Coupe du monde 1982 (1 match)